# یانلیزچام‌لار (بتلیس)
یانلیزچام‌لار (به ترکی استانبولی: Yanlızçamlar) (به کردی: Siwar) یک منطقهٔ مسکونی در ترکیه است که در بیتلیس واقع شده‌است. یانلیزچام‌لار ۲۷۰ نفر جمعیت دارد.